# Gornji Breg, Senta
Gornji Breg (izvirno srbsko Горњи Брег; madžarsko Felsőhegy) je naselje v Srbiji, ki upravno spada pod Občino Senta; slednja pa je del Severnobanatskega upravnega okraja.

## Demografija
V naselju živi 1497 polnoletnih prebivalcev, pri čemer je njihova povprečna starost 40,6 let (40,1 pri moških in 41,1 pri ženskah). Naselje ima 739 gospodinjstev, pri čemer je povprečno število članov na gospodinjstvo 2,56.
To naselje je v glavnem madžarsko (glede na popis iz leta 2002), a v času zadnjih treh popisov je opazno zmanjšanje števila prebivalcev.
|  |

| Demografija | Demografija     | Demografija     |
| Leto        | Št. prebivalcev | Št. prebivalcev |
| ----------- | --------------- | --------------- |
|             |                 |                 |
|             |                 |                 |
|             |                 |                 |
|             |                 |                 |
| 1948        | 1432            |                 |
| 1953        | 1578            |                 |
| 1961        | 1297            |                 |
| 1971        | 1277            |                 |
| 1981        | 2536            |                 |
| 1991        | 2167            | 2163            |
| 2002        | 1926            | 1889            |
|             |                 |                 |

| Etnična sestava po popisu iz leta 2002 | Etnična sestava po popisu iz leta 2002 | Etnična sestava po popisu iz leta 2002 | Etnična sestava po popisu iz leta 2002 | Etnična sestava po popisu iz leta 2002 |
| -------------------------------------- | -------------------------------------- | -------------------------------------- | -------------------------------------- | -------------------------------------- |
| Madžari                                | Madžari                                |                                        | 1.835                                  | 97,14%                                 |
| Srbi                                   | Srbi                                   |                                        | 24                                     | 1,27%                                  |
| Jugoslovani                            | Jugoslovani                            |                                        | 10                                     | 0,52%                                  |
| Črnogorci                              | Črnogorci                              |                                        | 2                                      | 0,10%                                  |
| Nemci                                  | Nemci                                  |                                        | 2                                      | 0,10%                                  |
| Hrvati                                 | Hrvati                                 |                                        | 1                                      | 0,05%                                  |
| Bunjevci                               | Bunjevci                               |                                        | 1                                      | 0,05%                                  |
| Neznano                                | Neznano                                |                                        | 1                                      | 0,05%                                  |